# Mionochroma subnitescens
Mionochroma subnitescens là một loài bọ cánh cứng trong họ Cerambycidae.